# Ante Pavelić

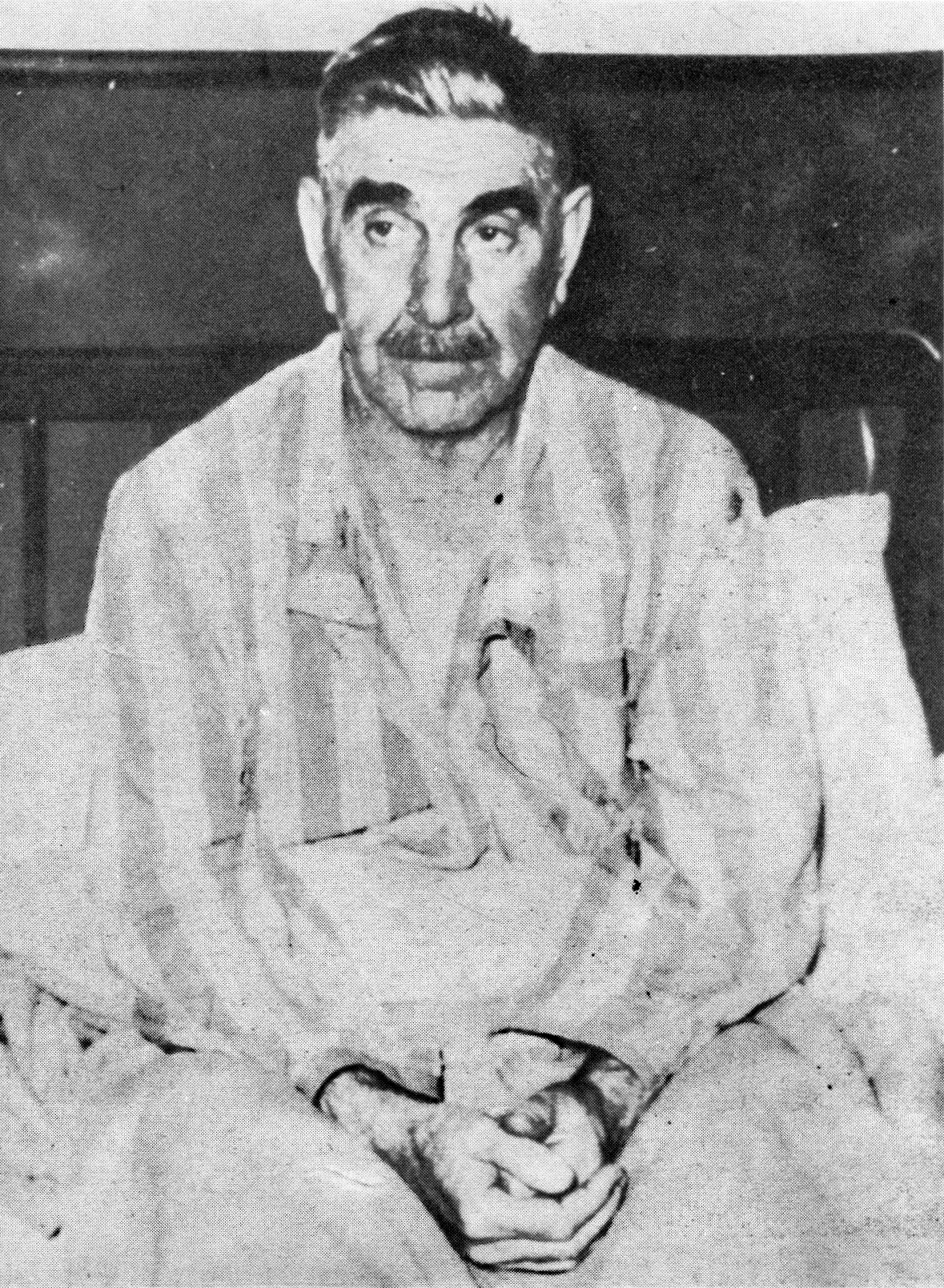
Pavelić se zotavuje v argentinské nemocnici z atentátu v roce 1957

Ante Pavelić (14. července 1889, Bradina – 28. prosince 1959, Madrid) byl chorvatský nacionalista a politik, spoluzakladatel a vůdce organizace Ustaša. V letech 1941–1945 byl vrcholným představitelem (poglavnik – vůdce národa) Nezávislého státu Chorvatsko, jednoho ze satelitů nacistické Třetí říše. Ante Pavelić měl hlavní podíl na vyvražďování židovského a srbského obyvatelstva na chorvatském území v době druhé světové války.

## Mládí

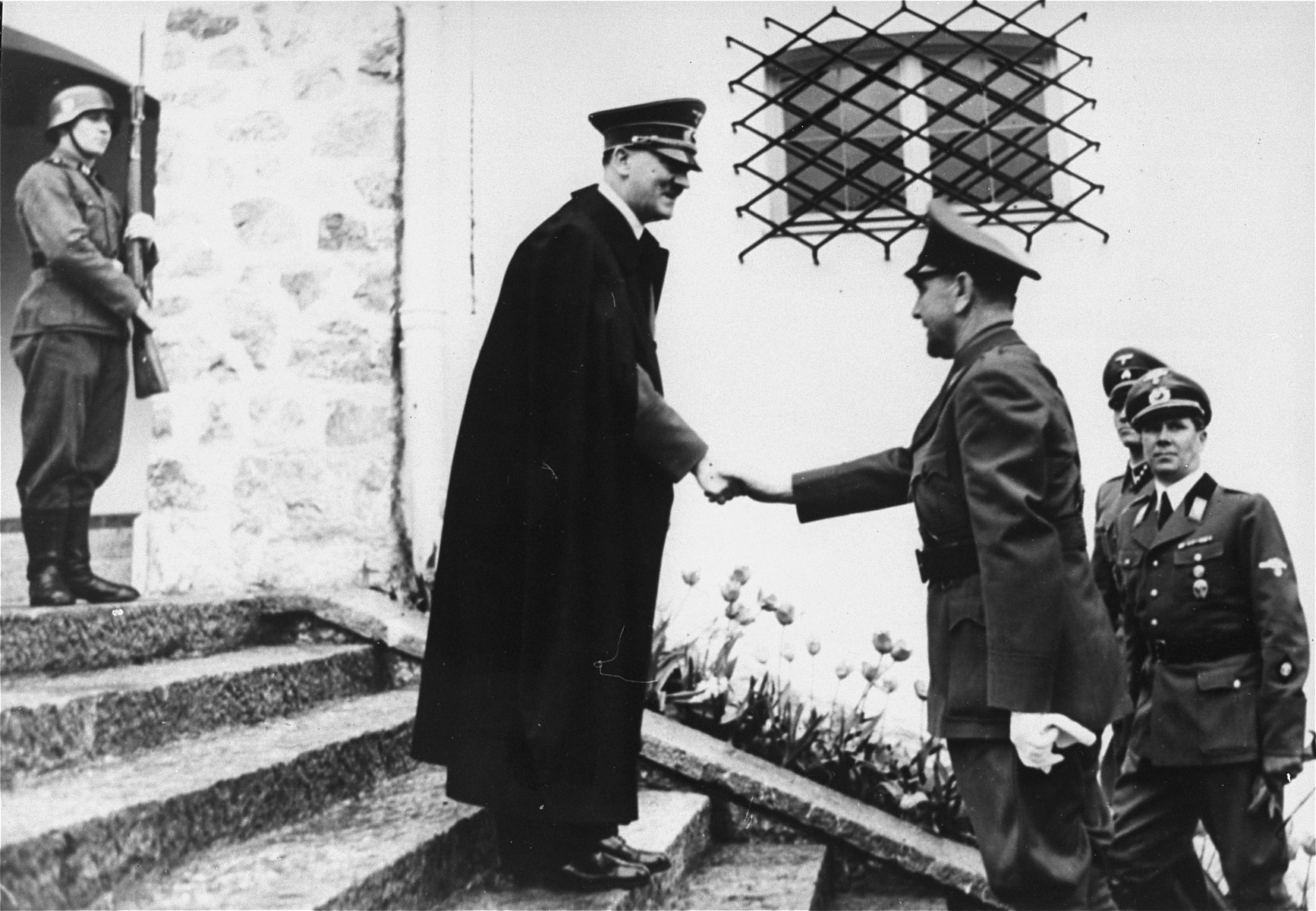
Adolf Hitler zdraví Ante Paveliće během setkání v Berghofu (1941)

Ante Pavelić se narodil severně od města Konjic ve vesnici Bradina v Bosně, později součásti Rakouska-Uherska. V mládí se přestěhoval do Záhřebu, kde začal studovat práva a později i pracoval jako právník. Byl přívržencem odštěpení Chorvatska od Rakouska-Uherska a získání jeho nezávislosti.
Když skončila první světová válka, stalo se Chorvatsko součásti nově vzniklého Království Srbů, Chorvatů a Slovinců. Pavelić se proto připojil k chorvatským nacionalistům, kteří se snažili nezávislost země dosáhnout. V letech 1927–1929 byl poslancem Skupštiny (parlamentu) za nacionalistickou Stranu práva, ve které zastával také funkci sekretáře. V roce 1929 emigroval do Bulharska poté, co se král Alexandr I. Karadjordjević za politické krize chopil absolutní moci. V nepřítomnosti byl odsouzen k smrti za spiknutí, jehož cílem bylo odtržení Chorvatska a Makedonie od Jugoslávie. Pro dosažení cíle navázal v Sofii úzkou spolupráci s Vnitřní makedonskou revoluční organizací.

### Ustašovci
Během svého pobytu v exilu byl jedním ze zakladatelů ultrapravicové organizace Ustaša, která se snažila rozbít Království Srbů, Chorvatů a Slovinců. Ustašovcům tehdy pomáhala především Itálie a Maďarsko, kde byly také základny pro výcvik jejich vojáků. V roce 1933 se Ustašovci pokusili překonat Jaderské moře na motorových člunech a provést invazi do Jugoslávie, což se jim ovšem nepodařilo. Dne 9. října 1934 ustašovci výrazně zasáhli do politického vývoje Jugoslávie, když se jim během státní návštěvy Francie podařil úspěšný atentát na jugoslávského krále Alexandra I. Karadjordjeviće. Při atentátu jedna z kulek zasáhla a usmrtila také francouzského ministra zahraničí Louise Barthou. Až do svého návratu do Chorvatska se Pavelić pohyboval především na území Itálie.

## Nezávislý stát Chorvatsko

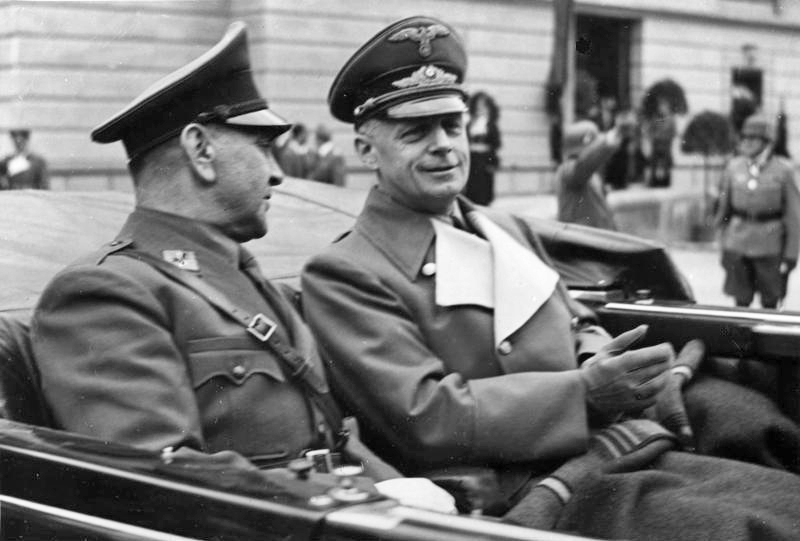
Ante Pavelić během setkání s von Ribbentropem, německým ministrem zahraničí (1941)

Do země se Pavelić vrátil až v roce 1941, kdy byla Jugoslávie rozbita německou armádou a z Chorvatska a dalších připojených oblastí (Bosna) vznikl fašistický loutkový Nezávislý stát Chorvatsko, jehož vrcholným představitelem se stal Pavelić. Ustašovský režim prováděl tvrdou represi a nakonec i genocidu nechorvatského obyvatelstva – především židů, Srbů a Romů, stejně jako antifašistů a komunistů z řad Chorvatů. Další obětí vyvražďování byli chorvatští pravoslavní křesťané.

## Další exil
Porážka Třetí říše znamenala také konec ustašovského státu, po kterém byl Pavelić nucen opět uprchnout do exilu. Přes Rakousko a Itálii se mu podařilo uprchnout do Argentiny, kde se pokusil založit ustašovskou exilovou vládu. Za válečné zločiny byl v nepřítomnosti odsouzen k trestu smrti. V té době jugoslávský soud odhadoval, že byl vinen za smrt 700 000 obětí, přičemž dnešní odhady se pohybují mezi 300 000 až 500 000 obětí. Dne 10. dubna 1957, v den 16. výročí vzniku ustašovského režimu v Chorvatsku, byl Pavelić vážně zraněn při atentátu, který je často připisován jugoslávské tajné službě. O dva týdny později se vláda Argentiny rozhodla vydat Paveliće do Jugoslávie a on se musel začít skrývat. Po nějakou dobu se skrýval na neznámém místě, až se v roce 1959 objevil ve Španělsku, kde strávil několik posledních měsíců svého života pod ochranou frankistického režimu. 
Zemřel 28. prosince 1959.